# Kleine Kuonamka
Die Kleine Kuonamka (russisch Малая Куонамка, Malaja Kuonamka), oder Kleine Kuonapka (Малая Куонапка; Malaja Kuonapka), ist ein etwa 457 km langer, südlicher bzw. rechter Nebenfluss des Anabar im Nordwesten der Republik Sacha und im Norden von Sibirien und Russland (Asien). Oft wird sie – weil der von Westen kommende Oberlauf des Anabar bis zur Mündung der Kleinen Kuonamka auch Große Kuonamka heißt – als dessen rechter Quellfluss bezeichnet.

## Verlauf
Die Kleine Kuonamka entspringt rund 325 km nördlich des nördlichen Polarkreises im Südostteil des Anabarplateaus, dem Nordteil des Mittelsibirischen Berglands. Ihre Quelle liegt auf etwa 400 m Höhe nordöstlich eines 433 m hohen Plateauauteils, dessen weiter nordwestlich bis 486 m hoher Hauptkamm in Richtung Nordwesten zum Oberlauf des Flusses Anabar (Große Kuonamka) überleitet.
Zunächst fließt die Kleine Kuonamka südostwärts in den Südostausläufern des Anabarplateaus durch unbesiedelte Landschaften. Nach einem ostwärts gerichteten Flussabschnitt wendet sie sich am Plateauostrand nach Norden und passiert die Ansiedlung Schilinda, wo die Anabar-Fernstraße in Planung bzw. Bau ist.
Unterhalb davon fließt die Kleine Kuonamka nach Nordnordwesten, um etwa 480 km nördlich des nördlichen Polarkreises auf etwa 16 m Höhe in den dort von Westen heran fließenden und bis dorthin 559 km langen Anabar (Große Kuonamka) zu münden, der 380 km unterhalb davon in die Laptewsee (Nordpolarmeer) fließt.

## Einzugsgebiet und Nebenflüsse
Das Einzugsgebiet der Kleinen Kuonamka ist etwa 24.800 km² groß. Zu ihren Zuflüssen gehören flussabwärts betrachtet: Mjunjusjach, Birandja, Usumun, Delingde, Maspaky und Julegir.

## Hydrologie und Hydrographie
Die Kleine Kuonamka ist von Ende September oder Anfang Oktober bis Ende Mai von Eis bedeckt. Wenn im Sommer der Permafrostboden antaut und Eis und Schnee schmelzen, entstehen oft starke Hochwasser.